# Acoustica
Acoustica ist das vierte Livealbum und das erste Akustikalbum der Band Scorpions. Nach den Aufnahmen mit den Berliner Philharmonikern und der Veröffentlichung des gemeinsamen Albums Moment of Glory verwirklichte die Band gemeinsam mit Christian Kolonovits dieses, von vielen Fans schon länger geforderte, Projekt.

## Entstehung, Produktion
Das Album wurde live an drei Abenden im Convento do Beato, einem ehemaligen Kloster, bei Lissabon in Portugal aufgenommen. Zusätzlich zu den Bandmitgliedern waren einige Gastmusiker mit von der Partie und spielten mit den Scorpions ihre neu arrangierten Klassiker und einige neu komponierte bzw. ausgewählte Coversongs vor jeweils wenigen Hundert Zuschauern.

## Titelliste
1. The Zoo (5:48)
2. Always Somewhere (4:11)
3. Life is too Short (5:16)
4. Holiday (5:55)
5. You and I (5:19)
6. When Love Kills Love (4:54)
7. Dust in the Wind (3:49)
8. Send Me an Angel (5:24)
9. Catch your train (3:41)
10. I Wanted to Cry (But the Tears Wouldn't Come) (3:49)
11. Wind of Change (5:34)
12. Love of my life (2:32)
13. Drive (4:00)
14. Still Loving You (6:11)
15. Hurricane 2001 (4:34)

## Erfolg und Tournee
Das Album erreichte in Deutschland Platz 13 und blieb 9 Wochen in den deutschen Charts. Es war besonders in Südosteuropa, Asien und Südamerika sehr erfolgreich; in Brasilien erreichte es Platin. Insgesamt verkaufte sich das Album über zwei Millionen Mal weltweit.
Während der etwa 40 Konzerte umfassenden Tournee zum Album traten sie beispielsweise in Paris auf dem Place de la République (Paris) vor 80.000 Zuschauern auf, sowie im Olympiastadion von Seoul, Südkorea, in Malaysia, auf den Philippinen, Indonesien, in Bangkok, Thailand und zum ersten Mal in Indien in der Stadt Bangalore auf. In Deutschland gaben sie Konzerte auf der Expo-Plaza von Hannover, in Aachen und Travemünde sowie in anderen Ortschaften.

## Singleauskopplung
Als Single wurde der von Rudolf Schenker und Klaus Meine neu komponierte Titel When Love Kills Love ausgewählt. Darauf sind als weitere Tracks eine Studioversion dieses Liedes sowie die Titel Catch your Train und das Queen-Cover Love of my Life vertreten.

## DVD
Die Konzerte wurden auch auf DVD veröffentlicht, die ebenfalls sehr erfolgreich war. Alleine in Brasilien wurden die Scorpions für mehr als 100.000 verkaufte Exemplare mit einer Diamant-Schallplatte ausgezeichnet.
Titelliste:
1. Loving You Sunday Morning
2. Is There Anybody There
3. The Zoo
4. Always Somewhere
5. Life is too Short
6. Holiday
7. You and I
8. When Love Kills Love
9. Tease Me, Please Me
10. Dust in the Wind
11. Send me an Angel
12. Under The Same Sun
13. Rhythm of Love
14. Back to You
15. Catch your train
16. I Wanted to Cry (But the Tears Wouldn't Come)
17. Hurricane 2001
18. Wind of Change
19. Love of my life
20. Drive
21. Still Loving You